# Кшинка
Кшинка (пол. Krzynka) — село в Польщі, у гміні Барлінек Мисліборського повіту Західнопоморського воєводства.
Населення — 257 осіб (2011).
У 1975-1998 роках село належало до Гожовського воєводства.

## Демографія
Демографічна структура станом на 31 березня 2011 року:
|          | Загалом | Допрацездатний вік | Працездатний вік | Постпрацездатний вік |
| -------- | ------- | ------------------ | ---------------- | -------------------- |
| Чоловіки | 139     | 35                 | 95               | 9                    |
| Жінки    | 118     | 30                 | 67               | 21                   |
| Разом    | 257     | 65                 | 162              | 30                   |